# لويس أوروتي
لويس أوروتي (بالإسبانية: Luis Urruti) هو لاعب كرة قدم أوروغواياني في مركز الوسط، ولد في 11 سبتمبر 1992 في Conchillas ‏ في الأوروغواي. لعب مع نادي سيرو.

## وصلات خارجية
- لويس أوروتي على موقع قاعدة بيانات كرة القدم.إي يو (الإنجليزية)
- لويس أوروتي على موقع Soccerway.com (الإنجليزية)